# Alessia Mosca
Alessia Maria Mosca (Monza, 23 maggio 1975) è un'ex politica e politologa italiana.
È membro del consiglio di amministrazione di Crédit Agricole, docente di politica commerciale europea a Sciences Po (Parigi) e vice presidente dell'associazione Il Cielo Itinerante.
Fino a fine 2021 è stata Segretario Generale dell'Associazione Italia-ASEAN e vice Presidente di Fuori Quota.
È stata membro dell’8ª Legislatura del Parlamento Europeo dal 2014 al 2019 e membro della Camera dei Deputati dal 2008 al 2014.

## Biografia

### Formazione
Laureata in filosofia all'Università Cattolica di Milano nel 1999, nel 2006 ha conseguito il Dottorato di ricerca in Scienza della politica all'Università di Firenze. Nel suo percorso accademico, ha anche ottenuto un Master in Diplomacy all'Istituto per gli studi di politica internazionale e il Diploma in International Relations all'Università Johns Hopkins. Dal 2004 è ricercatrice dell'Agenzia di ricerca e legislazione (AREL) fondata da Nino Andreatta.
Ha quindi lavorato per l'Ufficio relazioni istituzionali e internazionali di Alenia Aeronautica e ha insegnato come docente a contratto all'Università Cattolica di Milano.
Dal 2017 è professore aggiunto presso l’università parigina Sciences Po dove tiene un corso di EU International Trade.

### Attività politica
Esordisce in politica nel 2000 tra i Giovani Popolari. Fino ad aprile 2008 è stata membro della segreteria tecnica del Sottosegretario alla Presidenza del Consiglio, Enrico Letta.
Di impronta fortemente femminista, è cresciuta politicamente nell'entourage di Enrico Letta.
Nel 2001 è stata vice presidente dello Youth of European People's Party (Yepp, movimento Giovanile del Partito Popolare Europeo, centrodestra) e membro della Direzione nazionale della Margherita.
Da novembre 2007 ad aprile 2008 ha fatto parte dell'esecutivo nazionale del Partito Democratico, in qualità di responsabile dell'area Lavoro e alle elezioni politiche del 2008 è stata eletta alla Camera dei deputati nella lista del Partito Democratico nella circoscrizione Lombardia 1, diventando segretario della Commissione Lavoro alla Camera.
Nel 2009 è stata nominata tra gli Young Global Leaders del World Economic Forum e nel 2010 è stata nominata tra i Rising Talents (Women's Forum for the Economy and Society).
Alle elezioni primarie del PD del 2009 ha sostenuto la mozione di Pier Luigi Bersani, risultata vincente.
È stata confermata parlamentare, in occasione delle elezioni politiche del 2013, nella lista del PD nella circoscrizione Lombardia 1.
Il 5 giugno 2013 viene scelta come responsabile nazionale della ricerca del Partito Democratico nella nuova segreteria nazionale del segretario "reggente" Guglielmo Epifani.
Nell'aprile del 2014 viene candidata alle elezioni europee del 2014 come capolista del Partito Democratico nella Circoscrizione Italia nord-occidentale (che raccoglie i 19 collegi elettorali della Liguria, della Lombardia, del Piemonte e della Valle d'Aosta). Nelle elezioni del 25 maggio è eletta europarlamentare con 181.472 preferenze, prima eletta per il Partito Democratico nella circoscrizione. Decide di non ricandidarsi nel 2019 per dedicarsi ad altre attività.
Nel corso delle due legislature alla Camera dei Deputati tra le proposte che ha presentato sono state approvate e sono diventate leggi:
- la Legge 21 aprile 2011, n. 62, per l'istituzione di case-famiglia protette e per favorire i rapporti tra detenute madri e figli minori;
- la Legge 11 marzo 2011, n. 25, volta a fornire un'interpretazione autentica del comma 2 dell'articolo 1 della legge 23 novembre 1998, n. 407, in materia di applicazione delle disposizioni concernenti le assunzioni obbligatorie e le quote di riserva in favore dei disabili.
- la Legge 12 luglio 2011, n. 120 (legge “Golfo-Mosca”), sull'inserimento di quote di genere nei consigli di amministrazione di società quotate e a partecipazione pubblica;
- la Legge 23 novembre 2012, n. 215, per la promozione dell'equilibrio della rappresentanza dei generi nei consigli e nelle giunte provinciali;
- la Legge 30 dicembre 2010, n. 238 (legge “Controesodo”), per l'istituzione di incentivi fiscali per il rientro dei lavoratori in Italia e contrastare la fuga di cervelli;
- la Legge 24 dicembre 2012, n. 234, sulla partecipazione dell'Italia alla formazione e all'attuazione della normativa e delle politiche dell'Unione europea, di cui è stata relatrice.

Al Parlamento Europeo è entrata nel gruppo Alleanza Progressista dei Socialisti e dei Democratici ed è stata membro della Commissione INTA – Commercio internazionale. È stata inoltre vice presidente della delegazione parlamentare per le relazioni con la penisola arabica. Come membro della Commissione INTA è stata rapporteur per l’Unione europea per il trattato di libero scambio europeo con il Vietnam. Nel 2016 ha raccolto e illustrato tutti i dossier europei di cui negli anni si è occupata dal titolo “Accordi per il futuro”.

### Altre attività
Nel 2021 entra a far parte del consiglio di amministrazione di Crédit Agricole. Dal 2017 è Adjunct professor presso l’università parigina Sciences Po dove tiene un corso di EU Trade Policy.
Fino al 2021 ha ricoperto la carica Segretario Generale dell’Associazione Italia-ASEAN ed è stata Vice Presidente di Fuori Quota.
In precedenza ha lavorato per l'Ufficio relazioni istituzionali e internazionali di Alenia Aeronautica e ha insegnato come docente a contratto all'Università Cattolica di Milano.[non chiaro]
Nel 2009 è stata nominata tra gli Young Global Leaders del World Economic Forum, nel 2010 è stata nominata tra i Rising Talents (Women's Forum for the Economy and Society). E nel 2013 ha ricevuto il World of Difference Award de The International Alliance for Women (tiaw).
A inizio 2021 ha fondato l’Associazione “Il cielo Itinerante” insieme, tra gli altri, a Ersilia Vaudo, Chief Diversity Officer di ESA, con lo scopo di promuovere lo studio delle materie STEM tra le bambine e le ragazze.

## Premi e riconoscimenti
- Young Global Leader, WEF, 2009[13]
- Rising Talent, Women's Forum for the Economy and Society
- World of difference award - The International Alliance for Women (tiaw)

## Opere
- Alessia Mosca (a cura di), Europa senza prospettive? Come superare la crisi con il bilancio Ue 2007-2013, Il Mulino, 2006, ISBN 978-88-15-11354-2.
- Alessia Mosca, Flavia Perina, Senza una donna. Un dialogo su potere, famiglia e diritti nel paese più maschilista d'Europa, ADD Editore, 2011, ISBN 978-88-96873-19-9. (insieme a Flavia Perina, parlamentare di Futuro e Libertà per l'Italia)
- Alessia Mosca, L'Unione, in pratica, Rizzoli, 2014. ISBN 978-88-58669-28-0
- Alessia Mosca, Accordi per il futuro, S&D, 2016[12]
- Alessia Mosca, Tutto un altro mondo, San Paolo Edizioni, 2018, ISBN 9788892214286